# Amy Rose
Amy Rose (jap. エミー・ローズ Emī Rōzu) – fikcyjna postać występująca w grach z serii Sonic the Hedgehog wydawanych przez firmę Sega Sonic Team. Amy jest opisywana jako ośmiolatka w Sonic CD, ale od czasu wydania Sonic Adventure jej wiek został zmieniony i od tamtej pory oficjalnie Amy ma 12 lat.
Amy to różowa samica jeża. Mierzy 90 cm, jednak jej waga pozostaje tajemnicą. Jej datą urodzin jest 23 września, czyli data premiery Sonic CD, w której zadebiutowała. Od samego początku Amy zabiega o serce Sonica co po bardzo długim czasie się jej w końcu udało. Zawstydzona, zakłopotana lub zła zwykle raptownie wyciąga Młot Piko Piko – młot, którym dobitnie wyraża swoje emocje.

## Gry w których wystąpiła Amy
- Sonic the Hedgehog CD
- Sonic Drift
- Sonic the Hedgehog's Gameworld
- Sonic Drift 2
- Sonic the Fighters
- Sonic R
- Sonic Adventure
- Sonic Shuffle
- Sonic Adventure 2
- Sonic Advance
- Sonic Advance 2
- Sonic Heroes
- Sonic Battle
- Sonic Advance 3
- Shadow the Hedgehog
- Sonic Rush
- Sonic Riders
- Sonic The Hedgehog (2006)
- Sonic Rivals
- Sonic and the Secret Rings (tryb multiplayer)
- Sonic Rivals 2
- Sonic Riders: Zero Gravity
- Sonic Unleashed
- Sonic and the Black Knight
- Sonic Free Riders
- Sonic Colors (wersja DS)
- Sonic Generations
- Sonic Lost World
- Sonic Boom: Rise of Lyric
- Sonic Boom: Shattered Crystal
- Sonic Boom: Fire & Ice
- Sonic Forces
- Sonic Frontiers
- The Murder of Sonic the Hedgehog
- Sonic Superstars
- SonicDash

## Głosy
- Japonia: Taeko Kawata – wszystkie gry wideo (poza Sonic Shuffle) i seriale
- Japonia: Emi Motoi – Sonic Shuffle
- USA: Jennifer Douillard – Sonic Adventure, Sonic Shuffle, Sonic Adventure 2, Sonic Heroes, Sonic Battle, Sonic Advance 3
- USA: Lisa Ortiz – Sonic X, Shadow the Hedgehog, Sonic Riders, Sonic the Hedgehog (2006), Sonic Rivals, Sonic and the Secret Rings, Sonic Rivals 2, Sonic Riders: Zero Gravity, Sonic Unleashed, Sonic and the Black Knight
- USA: Cindy Robinson – Sonic Free Riders, Sonic Colors (wersja DS), Sonic Generations, Sonic Lost World, Sonic Boom: Rise of Lyric, Sonic Boom: Shattered Crystal, Sonic Boom, Sonic Boom: Fire & Ice, Sonic Forces, Sonic Frontiers
- Kanada: Shannon Chan-Kent – Sonic Prime
- Polska: Anna Rusek – Sonic X
- Polska: Monika Pikuła – Sonic Boom
- Polska: Agata Góral – Sonic Prime